# Катада ібн Діама
Абу аль-Хаттаб Ката́да ібн Діама ас-Садусі аль-Басрі (араб. أبو الخطاب قتادة بن دعامة السدوسي البصري 680–735 або 736, Васіт, Ірак, Омеядський халіфат) — ісламський учений-богослов, табіїн, хадісознавець, тлумач Корану і знавець арабської мови. Учень сподвижника пророка Магомета Анаса ібн Маліка, а також низки інших видатних діячів раннього ісламу (Хасан аль-Басрі, Джабір ібн Зейд й інших). Автор кількох праць про Коран, які не збереглися до наших днів.

## Біографія
Його повне ім'я: Абу-ль-Хаттаб Катада ібн Ді'ама [ібн Катада] ібн 'Азіз [або 'Укаба] ібн 'Амр ібн Рабі'а ібн 'Амр ібн аль-Харіс ібн Садусас-Садусі аль-Басрі (أبو الخطاب قتادة بن دعامة [بن قتادة] بن عزيز [عكابة] بن عمرو بن ربيعة بن عمرو بن الحارث بن سدوس السدوسي البصر‎).
Народився 60 року хіджри (680 рік н. е.), за походженням — араб-бедуїн з племені бакр ібн ваїль. Дитиною прибув до Басри і прожив там все життя. Був учнем сподвижника пророка Магомета Анаса ібн Маліка, а також навчався у Басрі у Хасана аль-Басрі, Ібн Сіріна, Джабіра ібн Зейда, в Хіджазі у Саїда ібн аль-Мусаїба, Абу-ль-Алії ар-Ріяхі та Ата ібн Абу Рабахи. Багато хадисознавців того періоду ставили Катаду вище за інших учнів Хасана аль-Басрі через його надійність і чудову пам'ять.
У Басрі сформувалася школа Катади, де під керівництвом навчалися численні учні. Саме його послідовники записували думки вчителя, який був сліпим і не міг робити це самостійно.
За повідомленням Ібн Улаї, Катада помер в 118 року хіджри (736 р. н. е.). Згідно з Абу Хатімом, він помер на рік раніше, під час епідемії чуми у Васіті 117 року хіджри (735 н. е.).

## Критика
Серед хадисознавців існує суперечність про ступінь достовірності переказів від Катади ібн Діами. Сумніви про його статус існують з часів Ахмада ібн Ханбали та аль-Хакіма ан-Найсабурі, який вважав, що Катада не зустрічав жодного зі сподвижників Магомета, за винятком Анаса ібн Маліка, який жив у Басрі. Такої ж думки про нього дотримувалися ан-Насаї, Ібн Хаян, ад-Даракутні, ас-Самані, Ібн аль-Асір й Ібн Хаджар аль-Аскаляні. Ба більше, Ібн Хаджар вважав Катаду плідним фабрикатором підроблених хадисів, але робив винятки для деяких переказів від нього.
Як розповідав учень Катади Шуба ібн аль-Хаджжадж, він наказував записувати все, що він розповідав по пам'яті, і сердився, коли хтось питав про снада (ланцюг оповідачів) цього переказу. Інший його учень — Хаммад ібн Салама говорив, що Катада став згадувати імена оповідачів хадисів після того, як до Басри прибув Хаммад ібн Абу Сулейман, який використовував такий спосіб передачі хаисів. З цих повідомлень стає зрозуміло, що в той час (до початку II століття хіджри) термінологія хадисів не набула широкого поширення в Басрі, Куфі і навіть у Хіджазі, у тому вигляді, який був пізніше прийнятий як звичайна практика серед хадисознаців.
Ще одним приводом для критики Катади ібн Діами стала його позиція щодо передумови (кадар) і ставлення до кадаритів. У працях під загальною назвою «Табакат аль-му'тазилу» («Покоління мутазилітів») його називали провідним кадарицьким богословом. Згідно з цими джерелами, багато його вчителів були прихильниками кадаритів — Амр ібн Дінар, Асім аль-Ахваль, Абдуллах ібн Абу Наджіх, Сулейман ібн Абу Муслім, Абдуллах аль-Маккі аль-Ахваль, Хасан аль- Басрі, Мухаммад ібн, Абу-ль-Асвад ад-Діялі та Тавус ібн Кайсан. До кадаритів зараховували і деяких учнів Катади: Хішама ад-Даствані, Саїда ібн Абу Арубу, Хаммама ібн Ях'ю й інших.

## Праці
Праці Катади, присвячені Корану, не збереглася в повному обсязі до наших днів, але його погляди відомі з двох джерел: «Тафсіра» Абд ар-Раззака ас-Санані (за словами Абу Урви Маамара ібн Рашида) і «Джамі аль-Баяна» ат-Табарасо (ібн Ях'ї, Мухаммада ібн Абд-аль-Ала та аль-Валіда).
Три сторінки з праці Катади про скасовані аяти Корану, датовані 1177 роком, збереглися в Александрії і вийшли друком 1988 року. В ібадитів існує збірка хадісів «Акваль Катада» («Висловлювання Катади»), складений ібадитом Бішром ібн Ганімом (пом. 815 року). Збірка складалася з семи частин, з яких збереглося лише чотири. Вони, мабуть, були перейняті у Катади його учнем ар-Рабі ібн Хабібом, який є автором найавторитетнішої збірки ібадитів — Муснада ар-Рабі ібн Хабіба.